# Alice Arden
Alice Arden (1516 – Canterbury, 1551) è stata un'assassina inglese. Divenne nota nell'Inghilterra del XVI secolo per l'omicidio del marito Thomas, eseguito con l'aiuto dell'amante e di diversi complici. Il fatto di cronaca ottenne molta visibilità e ne rimangono tracce nella letteratura dell'epoca.

## Biografia

### La giovinezza
Alice nacque nel 1516, figlia di John Brigantine ed Alice Squire. Raphael Holinshed la descrive come giovane, alta e gradevole d'aspetto e di comportamento. Si sposò con Thomas Arden presumibilmente nella prima metà degli anni 1530 e dopo la dissoluzione dei monasteri del 1536 la coppia si trasferì nell'ex abbazia di Faversham. Nel 1538 ebbero una figlia, Margaret.
Dopo il matrimonio intraprese una relazione clandestina con il sarto Richard Mosbye (o Moseby), che visitava di frequente casa loro, tanto da far credere agli storici che il padrone di casa fosse a conoscenza della tresca della moglie, ma che fingesse di ignorarla per non tagliare i rapporti con i suoceri. Stanca della situazione, Alice Arden decise di sbarazzarsi del marito e tentò di ucciderlo con del latte avvelenato che gli servì a colazione; il sapore del veleno mandò a rotoli il piano, dato che il marito credette che il latte fosse andato a male e non finì la ciotola.
Non ritenendosi in grado di compiere il delitto da sola, Alice Arden si rivolse al sarto John Green, un concittadino con cui il marito aveva avuto dispute legali e alterchi fisici. Green era favorevole all'idea, ma anche lui si riteneva troppo inesperto per eseguire un omicidio. Tuttavia, fu Green a incontrare William Bradshaw, un fabbro che aveva servito nell'esercito e combattuto nell'assedio di Boulogne; Bradshaw presentò a Green l'amico "Black Will", che dopo la fine della carriera militare aveva cominciato a vivere da brigante, commettendo furti e forse anche omicidi. La Arden e Green lo assunsero come sicario per uccidere Thomas. Nonostante la presunta esperienza in materia, anche Black Will fallì per ben due volte, non riuscendo ad assassinare l'ignaro Arden né a Londra né durante il viaggio di ritorno a casa. Dopo aver accantonato anche altri piani, i tre decisero di uccidere Thomas in casa sua il giorno di San Valentino. Hollinshed e l'anonimo autore di The Newgate Calendar riportano descrizioni diverse dell'omicidio

### L'omicidio

#### La versione di Hollinshed
Stando a Hollinshed, i quattro cospiratori poterono godere dell'aiuto di Cicely Pounder (sorella di Robert Mosbye) e dei due servi Michael Saunderson ed Elizabeth Stafford, che aiutarono Black Will a nascondersi in casa prima del ritorno di Thomas. Dopo cena Mosbye cominciò a distrarre Arden con un gioco, durante il quale diede il segnale concordato con Will perché uscisse dall'armadio e procedesse con l'omicidio. Black Will uscì quindi dal suo nascondiglio, coprì il volto di Arden e cominciò a strangolarlo. Richard Mosbye gli diede manforte colpendo Arden al cranio con un ferro da stiro prima di sgozzarlo; la stessa Alice lo pugnalò sette o otto volte. Dopo  aver eliminato Arden, Black Will nascose il corpo nell'armadio e ricevette otto sterline come retribuzione; successivamente Cicely Punder, Robert Mosbye, John Green e la Arden avrebbero nascosto il corpo in un campo vicino, per poi tornare a casa e fare una gran festa con musiche e danze. La festa sarebbe servita come alibi, facendo così credere ai vicini che Thomas era impegnato nei festeggiamenti anche quando era ormai morto. La mattina dopo Alice cominciò a girare per Faversham denunciando la scomparsa del marito.

#### La versione delNewgate Calendar
Secondo il Newgate Calendar, invece, Thomas e Richard Moseby iniziarono a giocare a backgammon prima di cena e, al segnale del sarto, Black Will uscì dall'armadio e cominciò a strangolare Arden con un asciugamano. Moseby colpì la vittima con un ferro da stiro, facendogli perdere i sensi, e successivamente lui e Black Will portarono il corpo tramortito nell'ufficio contabile, dove Will lo uccise. La Arden pugnalò poi il corpo diverse volte per accertarsi che fosse effettivamente morto. Will ricevette dieci sterline e un cavallo con cui poter fuggire, oltre ad aver derubato Arden dei soldi e degli anelli. Dopo aver ripulito il salotto, Alice accolse gli ospiti (tra cui Cicely Pounder) invitati per la cena, facendo notare più volte durante la serata il misterioso ritardo del marito. Soltanto dopo che gli ospiti se ne furono andati, Alice, la figlia Margaret, Cicely e la serva Elizabeth trasportarono il corpo fuori dal giardino, affinché coloro che lo avrebbero trovato credessero che Arden era stato ucciso fuori di casa.
Portando avanti il piano, Alice mandò i servi ignari alla ricerca del marito nel cuore della notte e anche i vicini e il sindaco furono allertati. Una volta ritrovato il corpo di Thomas fu immediatamente evidente che l'uomo non era stato aggredito per strada, dato che era pieno febbraio e, nonostante la nevicata, Arden aveva indosso solo la camicia da notte e le pantofole. I sospetti ricaddero immediatamente su di Alice, anche perché le prove erano schiaccianti: non solo l'adulterio della donna era risaputo, ma le orme fresche sulla neve rivelavano lo spostamento del corpo dalla casa al cortile e il ritrovamento dell'arma del crimine nei pressi della abitazione servì solo a confermare i sospetti.

### Il processo e la condanna
Alice e Margaret Arden furono immediatamente arrestate insieme ai servitori Michael Sanderson ed Elizabeth Stafford. Richard Moseby fu arrestato mentre dormiva a casa dell'amico Adam Fowle, tradito dal sangue sulle calze e il borsellino. L'arresto di Bradshaw fu invece motivo di dibattito: il fabbro era effettivamente menzionato nella corrispondenza tra Alice Arden e John Green, a cui aveva presentato il sicario. Tuttavia, era estraneo all'omicidio e i quattro principali indagati negarono di conoscerlo. Bradshaw fu comunque considerato complice e portato in prigione.
Dai tempi del Treason Act 1351 l'omicidio di un marito da parte della moglie o di un padrone da parte del servo venivano considerati e processati non come semplici omicidi, ma come petty treason ("piccolo tradimento"), a causa delle sovversive implicazioni sociali del crimine. Per questo motivo Alice Arden non fu impiccata, come accadeva solitamente agli assassini, ma fu arsa sul rogo a Canterbury. Allo stesso modo Michael Sanderson ed Elizabeth Stafford, entrambi condannati a pene più severe in quanto servi di Arden, furono rispettivamente sventrati e impiccati (Sanderson) e arsi vivi (Stafford) a Feversham. Richard Mosbye e Cicely Pounder, invece, furono condannati solo per omicidio e di conseguenza giustiziati sulla forca. Bradshaw fu impiccato ed esposto in una gabbia sospesa a Canterbury.
Secondo Holinshed, John Green fu impiccato a Faversham, mentre stando al Newgate Calendar riuscì ad evitare l'arresto per alcuni anni e fu infine impiccato ed esposto in una gabbia sospesa. Anche Black Will avrebbe incontrato la morte per impiccagione, anche se le due fonti si contraddicono circa il luogo dell'esecuzione. Anche Adam Fowle, che aveva ospitato Mosbye dopo l'omicidio, fu arrestato, ma la corte non lo ritenne complice dell'omicidio.

## Nella cultura di massa
L'assassinio di Thomas Arden rimase presente nell'immaginario locale e generò diverse superstizioni, tra cui quella che non crebbe più l'erba nel punto in cui il suo cadavere era stato abbandonato. Una quarantina d'anni dopo l'omicidio fu drammatizzato nella tragedia del 1592 Arden of Faversham: la paternità dell'opera è incerta, anche se i critici hanno identificato Thomas Kyd, Christopher Marlowe, William Shakespeare e Thomas Watson come i probabili autori del testo teatrale o di parti di esso. Nel XVIII secolo George Lillo compose una tragedia omonima basata sugli stessi eventi, mentre nel secolo precedente la storia era diventata lo spunto per la ballata The complaint and lamentation of Mistresse Arden of Feversham in Kent.